# Gergely Péterfy

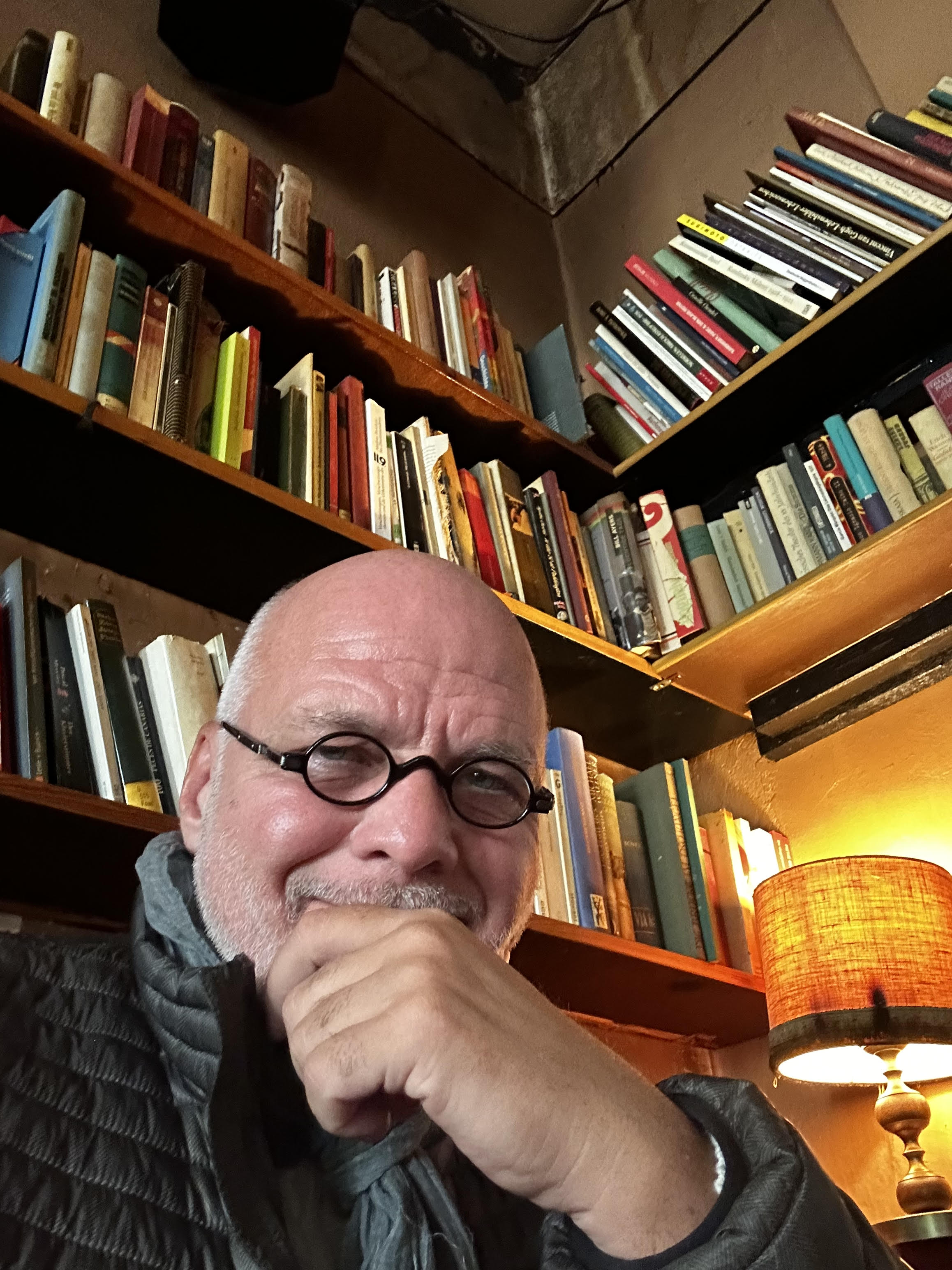
Gergely Péterfy

Gergely Péterfy (geboren 31. Oktober 1966 in Budapest) ist ein ungarischer Schriftsteller.

## Leben
Gergely Péterfy ist ein Nachkomme des Dichters Lajos Áprily, sein Vater László Péterfy war Schriftsteller, seine Schwester Bori Péterfy ist Schauspielerin und Sängerin.
Peterfy studierte klassische Philologie an der Universität Budapest und arbeitete von 1994 bis 2011 als Assistent an der Universität Miskolc.
Er schreibt Romane, Hörspiele und Erzählungen. 1998 veröffentlichte er seinen ersten Roman. Sein 2014 erschienener Roman über die Beziehung zwischen dem ungarischen Sprachreformer und Freidenker Ferenc Kazinczy und dem schwarzen Kammerdiener am Wiener Hof, Angelo Soliman, ist auch eine Antwort auf die für den Autor allgegenwärtige Angst vor dem Fremden in Ungarn. Péterfy erhielt 2015 den Aegon-Preis.

## Auszeichnungen
- Móricz Zsigmond ösztöndíj (1994)
- Attila-József-Preis (2003)
- Márai Sándor díj (2004)
- Déry Tibor díj (2009)
- AEGON művészeti díj (2015)

## Werke
- Félelem az egértől. Budapest : Liget Műhely Alapítvány, 1994
- A B oldal. Roman. Budapest : Palatinus-Könyvek, 1998
- [Beitrag]. Übersetzung Karlheinz Schweitzer. In: György Dalos (Hrsg.): Ungarn von Montag bis Freitag : Geschichten. Frankfurt am Main : Suhrkamp, 1999
- A tűzoltóparancsnok szomorúsága. Roman. Budapest : Palatinus, 2000
- Bányató. Budapest : Árkád, 2004
  - Baggersee. Übersetzung: Agnes Relle. Wien : Zsolnay, 2008
- Misikönyv. Zeichnungen Csaba Szenteczki. Pozsony : Kalligram, 2005
- Halál budán. Pozsony : Kalligram, 2008
- Örök völgy : Pannon mese (Codex Offlineus). Pozsony : Kalligram, 2012
- Kitömött barbár. Roman. Budapest : Kalligram, 2014
  - Der ausgestopfte Barbar. Übersetzung György Buda. Wien : Nischen Verlag, 2016
- Mindentől keletre, avagy, Román kém a Weiss-családban. Budapest : Kalligram, 2015.